# ルナレスキュー
『ルナレスキュー』(Lunar Rescue)は、タイトーから発売されたアーケードゲーム。月面にいる遭難者を救うシューティングゲームである。『スペースインベーダー』のブームが終わった後、タイトーのゲームを設置しているゲームセンターでは、1台は必ずといっていいほどよく設置されていた、定番ゲームとなった。
なお、稼働開始年については諸説あり、後述する『タイトーメモリーズ』版の紹介記事では「1980年」と紹介しているが、タイトーの『スペースインベーダー インヴィンシブルコレクション』商品サイト（#外部リンク参照）においては実際のゲーム映像に表示しているとおり「1979年」と記載している。

## フィーチャー（ゲーム内容）
カラーリングについては『インベーダー』基板を使用しているため、特定の場所に特定の色しか付けられず、キャラが上下に動くと色が変わる。これについては#基板によるバージョン違いも参照。

### 下降・上昇共通キャラクター
母船
画面上部を左右に往復している、または特定の場所で止まっている。
救命艇
プレイヤーキャラクター。母船と着陸地点の間を上下する。ミスした時は常に爆発で表現され、上昇時にミスすると遭難者も一人失われる。
遭難者
プレイヤーが救命艇で助けるべき存在。救助成功時の点数は面開始時に毎回表示され、1面は50点、最高300点まで。この人型キャラクターは、『ルパン三世』などその他のタイトーの作品でもよく見られ、最後の出演作品は『タイムトンネル』となった。
星
デモ画面と下降時に、画面上の常に同じ三ヶ所で点滅している。下降時はこれに触れてもミスとなるが、上昇時には消えている。
インベーダー
デモ画面および3面クリア毎に出るコーヒーブレークデモに、『インベーダー』の10点インベーダーと『インベーダーパート2』の分裂型20点インベーダーが登場。あるゲームのキャラが別のゲームにもお遊びで登場した、最初期のゲームといえる。

### 下降時
- タイミングを狙ってボタンを押すと、母船から救命艇が切り離されて降下を開始する。いつまでもボタンを押さないと、救命艇が勝手に降下する。
- 画面中ほどを左右に漂う隕石をよけるため左右2方向レバーで移動、ボタンを押すと逆噴射し、着陸船の速度を調整することが出来るが、逆噴射中は燃料（FUEL）が減っていく。
- 着陸地点は限られており、左・中・右の三ヶ所しかない。難易度によって一番広い50点（色は水色）・中くらいの100点（黄色）・一番狭い150点（桃色）が存在する。着陸地点以外に触れるとミス。着陸地点の右下にあるアラビア数字は、現在の面数。
- なお着陸時は逆噴射の必要がなくそのまま着陸地点に着けばいいが、着陸地点に接近するとゲーム上の演出として、ボタンを押す逆噴射とは無関係に逆噴射のグラフィックが出る。
- 降下時に「HELP!」と叫んでいた遭難者が一人乗り込む。乗り込む順序は同じ。

### 上昇時
- 遭難者が乗り込むと、自動的に上昇を開始する。
- 隕石がしぼむと、代わりに三種類のUFOが現れ、隕石同様に左右移動する。ミサイルも型と降下速度により二種類、画面上には常時三発存在する（後者については『インベーダー』『ギャラクシーウォーズ』と同じ）。
- 上昇時からドッキングまでの間は、ボタンを押すと救命艇がミサイルを放つことが可能になり、UFOを倒すことが出来る。点数はUFOの種類により30点か50点。また押している間は救命艇の上昇速度が速くなり、事実上のスピードアップボタンとしても使える。
- UFOが現れる位置と数は毎回同じだが、何人か救助が進むと、中盤ではUFOが少なめに現れる事がある（序盤ではこれは起きない）。すると綿ボコリのようなメテオが拡大・縮小しつつ降ってくることがある。メテオは救命艇のミサイルでも倒せず、触れるとミスとなる。メテオの出現タイミングは上昇一回につき最大三回。
- 母船は上昇時に左右移動しているが、救命艇が接近すると停止してドッキング口を開ける。救命艇が母船中央に格納されると一人救助完了。ただし母船の外側に接岸すると、救命艇はミスにならないが、遭難者は落下して一人失われる。母船と離れた画面上部に達した場合はミスとなる。またメテオが一度でも降ると、母船は救命艇がまだ接近していなくても必ず止まる。
- 全員救助し終わると、まず6人全て救出したらボーナスが500点、面クリア時に残った燃料、最後に遭難者一人あたりの点数が加算される。
- 面が進むたびに遭難者の点数が高くなるが。隕石やUFOの速度も速くなる。

### その他
- デモプレイが『インベーダー』では何種類かが設定されていたが、本作は下降に成功・上昇中失敗の一種類しかない。
- ハイスコア表示部に、『インベーダーパート2』からネームエントリーが可能になったが、本作では「SOS...SOS...HELP!」というメッセージも表示される。
- インストラクションカードは一部が「あっUFOだ!撃墜せよ!」「救助隊諸君の健闘を祈る!」などなりきり調で書かれている。またメテオについては一切書かれていない。

## 基板によるバージョン違い
オリジナル版
アーケードゲーム基板が工場出荷時から『ルナレスキュー』として作られたもタイトーの純正基板。母船・点数表示・残機表示が1プレイヤーは水色で2プレイヤーは黄色（これは『インベーダー』をはじめ、当時のタイトーのカラーゲーム大半に共通する点である）、遭難者が初期配置場所では白色という特徴を持つ。
インベーダー基板流用版
カラー配置が『インベーダー』のままであるため、母船がピンクと紺色、着陸地点が赤と水色になっている。サウンドについてはほとんどが『インベーダー』と同じ音だが、色とサウンドの一方だけがオリジナル版と同じものも存在する。
MAME版 ※参考記載
オリジナル版と似ているがタイトーが正式にリリース・認証した版ではなく、実体としての「基板」は存在しない。
母船が1プレイヤーでも黄色、遭難者が初期配置場所にいても着陸地点と同じ水色・黄色・桃色という特徴を持つ。これは『タイトーメモリーズ』版（#移植作品参照）も同じ。
2009年頃から、上記の版をベースにしたと思われる独自のビルド（レストア）基板が出まわっている模様（ビルドしたメーカーも明らかになっていない）。この版もカラーリングについては上記と同様となっている。

## 移植作品
アーケード版は縦画面であったが、家庭用では横画面向けに画面構成が再構成されている（イーグレットツー ミニ版を除く）。
- MZ-80版 - 「I/O」に『月面救助大作戦』と改題され、BASIC+機械語のプログラム（現在でいうところのソースコード）をそのまま掲載。実際に遊ぶためにはユーザー自身が本機を使い、このプログラムを正しく入力してからでないとプレイ出来ない。（そしてプログラムを何らかの媒体に記録しないかぎり、電源を切ってしまうと最初からプログラム入力をしなおさないと再プレイ出来ない）なお、この掲載はまだ著作権が現代ほど厳格に運用されていなかった時期のものでもあり、著作権保有元が正式許諾したものかどうかはハッキリしていない。
アーケード版との違いは降下速度が速い、着陸地点が毎回変わる、全員救助するとボーナス1000点である事など。
- PlayStation 2版 - 2005年7月28日発売のタイトーメモリーズ 上巻に収録。
- PlayStation Portable版 - 2006年1月5日発売のタイトーメモリーズ ポケットに収録。
- Nintendo Switch版 - 2020年3月26日発売の『スペースインベーダー インヴィンシブルコレクション』特装版および2021年6月17日発売の同「スペシャルエディション」に収録（両タイトルの詳細については、リンク先の項目を参照）。翌2021年には特装版に同梱された特典品を省いた「スペシャルエディション」がリリースされたが、コレにも収録。
なお同日『インヴィンシブルコレクション』通常版がアップデートされ、本作が追加収録されたので、現在はどのバージョンでもプレイ可能。
- イーグレットツー ミニ版 - タイトーが何らかの形で関わったアーケードゲームを多数収録して自ら2022年3月2日に発売する「復刻系ゲーム機」。これにプリインストールされた40作品の一つとして収録。当機と一体化している液晶ディスプレイでプレイする場合、このディスプレイを物理的に回転して縦に固定することで、アーケード版と同じ縦画面状態のプレイが可能となる。

## 関連作品
- ギャラクシーウォーズ（ユニバーサル→タイトーにもライセンス生産） - 本作の原案となったゲーム。隕石をよけながら上昇しつつUFOを攻撃する点が同じ。
- 海底宝探し（K.K.特機） - 「画面上部からスタート、画面中央を左右する障害物を避けかつ射撃で除去し、画面下部にある目的を回収、再度画面上部まで戻る」点は本作と同じだが、キャラクターが救命艇→ダイバー、隕石やUFO→サメ、遭難者→壷と変更されている。またレバーとボタンの使い方が、本作や他の一般的な操作をするゲームとかなり変わっている。ナムコ『ジービー』の基板を流用しており、その縁からナムコにもライセンスされた。